# 飛騨俊吾
飛騨 俊吾（ひだ しゅんご、1964年8月23日‐）は、日本の小説家。神奈川県横浜市出身。乙女座、B型。

## 来歴
30代の後半から、余暇に小説を書き始める。
2008年の晩秋、朝の通勤電車の中でデビュー作となる『エンジェルボール』を着想。しかし着手後ほどなく、軽い気持ちで挑んだ国家資格試験に惨敗し、その後、受験勉強に多大な時間を費やすこととなる。
試験を突破したことから2012年の秋、放置していた『エンジェルボール』に再着手。主人公が初セーブをあげたところで、物語に一旦の区切りをつける。その続きを書く予定はなかった。
2013年1月、広島と福岡に出張する機会があり、想像ばかりで書いていた土地を実際に見て周るうちに新たなストーリーが次々と浮かんだため、帰京後直ちに続きを書き始め、約2ヶ月後に脱稿。その後、推敲を重ねて夏頃に作品を完成させたが、あまりの長編のため出版社への投稿もできずにいた。
2013年の秋、新聞でAmazonのKindleの存在を知った妻の勧めに従い、早速原稿の電子書籍化に取り掛かる。同年暮れに1巻と2巻を出版。
翌2014年の春、最終巻の7巻をリリースすると反響が多数寄せられた。
電子書籍で高評価を得ると、紙の書籍による商業出版を望むようになり、いくつかの出版社に、作品の評価と簡易製本した原稿を持ち込んだ。しかし、いずれの出版社からも出版にあたり大幅な量の原稿の削減を求められた。周囲から商業出版のチャンスと捉えて出版社の要求に応じるべきとの声もある中、作品の本質を代償にはできないことから話をすべて断った。
2014年6月、小説としての出版は不可能と判断し、青年漫画を刊行する双葉社に漫画の原作として持ち込んだ。
本来、原稿の持ち込みを受け付けていない双葉社であったが、たまたま漫画担当で同社編集局次長のSの目に留まる。Sは作品を一読後、小説としての出版の可能性を模索すべく、文庫編集部の副編集長Oに相談をした。
当時多忙を極めていたOは、素人の長編の原稿を預かることを大変負担に思い、「いつ読めるかわからない」とSに返答した。しかしたまたまその日、帰宅の電車の中で読む本がなかったOは、預かった原稿を軽い気持ちでカバンに入れて会社を出た。
断る理由を探しながら読み始めたOであったが、衝撃を受ける。物語の世界に引き込まれ、最寄り駅についても読むことを止められず、ホームのベンチに座って駅が閉まるまで読み続けてしまった。
その後、OとSは、この本をベストセラーにしなくてはならないと決め、無名の新人が文庫4冊でデビューするという前代未聞の企画が立ち上がった。
2015年5月、『エンジェルボール』1巻2巻、翌6月に3巻4巻を出版。
2021年5月、元大リーガーにして日本人唯一のワールドシリーズ胴上げ投手となった上原浩治が、自身のインスタグラムで『エンジェルボール』を「感動の本」と紹介したことをきっかけに、双葉社が上原側にコンタクト。上原浩治本人の写真と推薦文を載せた新しい帯で増刷が決定。
またこの機会に、見様見真似で書き綴っていた登場人物の広島弁を全面的に修正し、全国の書店に再展開された。

## 作品の特徴
文章の読みやすさに定評がある。これは作者本位で読者に読解力を求めるような文章や文体、初読で文意が伝わらず数行前に戻って読み返さねばならないような文章は商業出版作品に値しないという、本人の読書経験の中で培った考え方に基づいている。

作品の執筆にあたっては、情景が少しでも自然に目に浮かぶよう、抽象的な表現を避け、かつ色彩を感じる印象的な言葉を選び、極力文章を短くする「引き算の作文」を念頭に置いている。

小説はあくまでエンターテインメントと位置づけており、作品に特定のメッセージは込めていないが、保護動物など現代社会の問題について、小説が生来持つ想像力の喚起に期待して 
『小夏と麦の物語』を描いたと作品巻末のノートに記している。

## 作風とテーマ
既発の作品はファンタジーと現実を巧みに組み合わせたものが多い。

また人が人を想う気持ちを描くことをメインに据えながらも、全作品に通底するテーマは「人間のエゴイズム」と「愚かさ」と語っている。

## 受賞歴
2016年 『エンジェルボール』第6回広島本大賞小説部門賞

・受賞コメント

広島に縁もゆかりもなく、ただ情熱ばかりで描いた作品が商業出版され、多くの文学作品を抑えて大賞を受賞したことはまるで夢のよう。作品では実在の球団が出てくるが、本作で描きたかったのは瀬戸内の多島海の美しさや広島の風景、そしてさまざまな「人が人を想う気持ち」であって、自分としては野球小説を描いたとは思っていない。

2020年『小夏と麦の物語』第16回酒飲み書店員大賞受賞

・受賞コメント

出版数も少なく文庫の書棚に見出しもない無名の作家の作品が、数多ある文学作品の中から、書店員や出版社のスタッフなど、いわゆる本の目利きに選出されたことは無上の喜び。また自分としては異例にメッセージを込めた本作品に再び光が当たったことに深い意義と大いなる奇跡を感じている。

### ランキング
- 『エンジェルボール』が本の雑誌　2015年8月特大号　特集「2015年上半期ベスト10」第10位　ランクイン [8]
- 『エンジェルボール』が週刊文春　2015年8月13日・20日　夏の特大号「第8回　R・40本屋さん大賞文庫部門」第5位ランクイン[注 9][9]

## 著書

### 小説
- 『エンジェルボール 1』（2015年5月　双葉文庫）
- 『エンジェルボール 2』（2015年5月　双葉文庫）
- 『エンジェルボール 3』（2015年6月　双葉文庫）
- 『エンジェルボール 4』（2015年6月　双葉文庫）

- 『穴おやじ』（2016年9月　双葉社）※次の4作品を収めた短編集
  - 穴おやじ
  - 吉田川
  - ヒッチハイク
  - 風の栖（すみか）

- 『ニューサマーオレンジ』（2017年7月　電子書籍Kindle版）

- 『小夏と麦の物語』（2018年11月15日　双葉文庫）※次の中編小説2作品で構成
  - ニューサマーオレンジ（電子書籍Kindle版に加筆）
  - 麦ねこ

- 『僕は君を忘れない　五つの風の物語』(2020年4月　双葉文庫)　※短編集『穴おやじ』を改題。文庫化に際して次の書き下ろし一編を追加収載。
  - からすが丘

### 海外翻訳
- 『小夏と麦の物語』 ベトナム語翻訳（2020年6月　AZ VIETNAM Shine Books）

### エッセイ掲載
- 週刊読書人　2015年7月31日読者へのメッセージ「描きたかったのはヒーロー」
- 月刊ジェイ・ノベル　2015年9月号「五十代妙齢説」
- 東京新聞　2016年12月27日朝刊「私の本の話〜見えぬ存在 見えるように」
- 講談社 ベストカー　2019年6月26日号「特集　オープンエアの世界へ『青天井ノススメ』」

## 掲載履歴

### 新聞
- 中国新聞
  - 2015年7月9日　文化欄「ひと・とき」
  - 2016年3月23日「広島本大賞　受賞2人に聞く」
  - 2016年5月8日「広島愛あふれる創作」
  - 2016年10月9日　読書「著者に聞く」
- 日本経済新聞　2015年7月9日　夕刊「目利きが選ぶ3冊」
- 日刊ゲンダイ
  - 2015年5月30日「週末おすすめ文庫」
  - 2015年7月10日「北上次郎のこれが面白極上本だ！」
- デイリースポーツ　2015年6月14日「デイリーTREND情報」

### 雑誌、情報誌
- 本の雑誌　2015年9月号「本の森で迷子になって」
- 週刊現代　2015年9月19日号「リレー読書日記」
- 月刊ジェイ・ノベル
  - 2015年7月号「J'sBook Bar デビュー」
  - 2015年8月号「J'sBook Bar エンターテインメント」
- 月刊川柳マガジン　2015年10月号「川柳的53歳のハロー☆ワーク」
- 季刊読書のいずみ　全国大学生協協同組合連合会
  - 2015年6月No.143　夏号「好きならしょうがない」
  - 2015年9月No.144　秋号「好きならしょうがない」
  - 2017年3月No.150　新学期号「好きならしょうがない」
- THE21　2015年10月号　「書店員さんがお勧めする仕事に効く1冊」
- 月刊タウン情報ひろしま
  - 2016年1月「広島本！大賞」ノミネート発表
  - 2016年4月「広島本！大賞」大賞受賞
  - 2016年6月「広島本！大賞」授賞式レポート
  - 2016年11月「広島本！大賞」インタビュー
- Wink広島
  - 2016年1月号「広島本！大賞通信」ノミネート発表
  - 2016年4月号「広島本！大賞通信」大賞受賞
  - 2016年7月号「広島本！大賞通信」授賞式レポート
  - 2016年11月号「広島本！大賞通信」インタビュー
  - 2017年1月号「Look Up!」
- 月刊ウェンディ広島　2016年5月1日「広島本大賞」決定！
- Capital　2016年9月号「スペシャルインタビュー」
- タウンニュース大和版　2016年12月16日号

## メディアミックス

### 舞台
- 『エンジェルボール』舞台化 「赤魂」[10]
  - （主催：RCC文化センター、プロデューサー・脚本：門田大地、制作：劇団SWITCH）
  - 広島県民文化センターで2017年1月6日 - 5回公演

- 演劇集団キャラメルボックス2018サマーツアー『エンジェルボール[11]
  - （脚本・演出：成井豊）
  - 2018年7月6日 - 16日サンシャイン劇場
  - 2018年7月20日 - 22日京都劇場
  - 2018年7月25日広島アステールプラザ

- 演劇集団キャラメルボックス 2019サマーツアー『エンジェルボール〜最期の一球〜』[12][13][14]
  - （脚本・演出：成井豊）
  - ※公演延期
  - 2019年5月31日、演劇集団キャラメルボックスは活動休止と、2019年に予定されていた『エンジェルボール』続編の公演延期を発表

### メディア出演
- RCCラジオ「一文字弥太郎の週末ナチュラリスト」
  - 2015年7月4日「10時の特集」
  - 2016年4月2日「広島本大賞受賞インタビュー」
  - 2016年10月1日「ナチュラリスト読書会」
- FMふくやま「ブックアンソロジー」
  - 2016年4月26日「広島本大賞受賞インタビュー」
- 大川興業公式YouTubeチャンネル
  - 2016年6月14日「大川総裁×飛騨俊吾×寺田体育の日」　お笑い「作家・飛騨俊吾の歩き方」
- フジテレビ「タイプライターズ〜物書きの世界〜」
  - 2021年5月15日 「酒飲み書店員大賞受賞インタビュー」